# De Trekvliet
De Trekvliet is een olieverfschilderij van de Nederlandse schilder Jan Hendrik Weissenbruch. Het schilderij is in 1870 geschilderd en datzelfde jaar aangekocht door het Kunstmuseum Den Haag waar het zich tot op heden in de collectie bevindt.

## Voorstelling
Het schilderij toont een typisch Nederlands polderlandschap in impressionistische stijl. Op het schilderij is de Haagse Trekvliet ter hoogte van het Zuid-Hollandse Rijswijk geschilderd. Ook worden twee molens, drie zeilboten en diverse personen afgebeeld. De molen rechts is de Laakmolen. Links naast de molen is de toren van Kasteel de Binckhorst te zien.
Het schilderij geeft een redelijk goed beeld van Nederland in de tweede helft van de 19e eeuw.

## Versies
Het schilderij is een tweede versie van het schilderij De Trekvliet bij Rijswijk dat hij twee jaar eerder schilderde. Drie opvallende verschillen tussen beide versies:
- Op de tweede versie is, links in het schilderij, een tweede molen toegevoegd is.
- De tweede versie telt meer zeilboten.
- De tweede versie is bijna twee keer zo groot als de eerste versie.